# 잉고 나우욕스
잉고 나우욕스(독일어: Ingo Naujoks, 1962년 3월 1일~)는 독일의 배우이다.

## 작품 목록

### 영화
- 한나를 위한 소나타 (2011년) - 선생 역
- 쓰나미 (2005년)
- 쌍둥이 자매 (2002년)
- 타투 (2002년)
- 콜드 이즈 더 브리스 오브 이브닝 (2000년)
- 더 러너 (2000년)
- 블랙 머니 워 (1996년)
- 파니 핑크 (1994년)